# Philogenia redunca
Philogenia redunca är en trollsländeart som beskrevs av Cook 1989. Philogenia redunca ingår i släktet Philogenia och familjen Megapodagrionidae. IUCN kategoriserar arten globalt som livskraftig. Inga underarter finns listade i Catalogue of Life.